# 1331 (Album)
1331 ist das zweite Studioalbum der deutschen Rock-/Rap-/Metal-Band Weimar. Es erschien am 27. September 2024 über ihr eigenes Label Weimar Kollektiv als Standard-Edition und Boxset.

## Covergestaltung
Das Albumcover ist schlicht gehalten und zeigt die im Viereck angeordneten grauen Ziffern 1331, die durch ein Kreuz getrennt sind. Der Hintergrund ist komplett weiß gehalten.

## Titelliste
| #  | Titel                  | Länge |
| -- | ---------------------- | ----- |
| 1  | Aloha ʻOe              | 3:49  |
| 2  | Schreie der Verachtung | 3:01  |
| 3  | Invictus               | 3:03  |
| 4  | Gemeinsam              | 3:43  |
| 5  | Von Wölfen & Ratten II | 4:34  |
| 6  | Leitfaden              | 4:00  |
| 7  | In Flammen             | 3:58  |
| 8  | Hexenjagd              | 4:07  |
| 9  | Postludium             | 0:34  |
| 10 | Manifest I             | 4:27  |
| 11 | Manifest II            | 5:02  |
| 12 | Manifest III           | 3:59  |

## Chartplatzierungen und Singles
1331 stieg am 4. Oktober 2024 auf Platz eins in die deutschen Albumcharts ein und belegte in der folgenden Woche Position 19. Insgesamt war es mit Unterbrechungen sechs Wochen in den Top 100 vertreten. Es ist das erste Nummer-eins-Album der Band, nachdem der Vorgänger Auf Biegen & Brechen Rang zwei erreichte. Darüber hinaus belegte es ebenfalls die Chartspitze der deutschsprachigen Albumcharts. In den deutschen Album-Jahrescharts 2024 erreichte es Position 80.
| ChartsChartplatzierungen | Höchstplatzierung | Wochen |
| ------------------------ | ----------------- | ------ |
| Deutschland (GfK)        | 1 (6 Wo.)         | 6      |

| ChartsJahrescharts (2024) | Platzierung |
| ------------------------- | ----------- |
| Deutschland (GfK)         | 80          |

Am 28. Juni 2024 wurde das Lied Aloha ʻOe als erste Single des Albums veröffentlicht, zu dem auch ein Musikvideo gedreht wurde. Es folgte am 30. August Manifest I+II+III auf YouTube. Am 25. September 2024 erschien außerdem ein Video zu Hexenjagd / Postludium.

## Rezeption
| Professionelle Bewertungen | Professionelle Bewertungen |
| -------------------------- | -------------------------- |
| Kritiken                   |                            |
| Quelle                     | Bewertung                  |
| laut.de                    | [ 6 ]                      |

Steffen Eggert von laut.de bewertete 1331 mit einem von möglichen fünf Punkten. Er bezeichnet die Inhalte der Lieder als „hartes Mimimi für sehr einfache Menschen“ sowie als „brandgefährliche, stumpfe Stimmungsmache und alberne Selbstgefälligkeit.“ Das Album sei „der perfekte Soundtrack zur aufgeheizten Stimmung im Land“ und beinhalte „allerhand fragwürdiges Geschwurbel“, wobei die Band textlich eine „alberne Mische aus Selbstbeweihräucherung und peinlich-kindlicher Kränkung“ abliefere.